# Soof (musical)
Soof, de Musical was een Nederlandse musical uit 2018, gebaseerd op de romantische komedie Soof uit 2013.   
De musical werd geproduceerd door RTL Live Entertainment en Cook a Dream, naar een script van Erris van Ginkel en Roos Schlikker, gebaseerd op columns van Sylvia Witteman. De regie lag in handen van Jos Thie en Pim Veulings was verantwoordelijk voor de choreografie. Peter Slager (BLØF), Ed Struijlaart en Claudia de Breij schreven de muziek.   
Soof, de Musical ging in première op 18 november 2018 in het Chassé Theater in Breda, trok het land door en speelde tot 7 april 2019. De musical werd genomineerd voor de AD Publieksprijs 2019 van de Musical Awards, naast 24 andere musicals; deze prijs werd gewonnen door The Lion King.

## Verhaal
De op het podium ronddraaiende professionele keuken van de 40-jarige Soof staat centraal en haar familie en vrienden lopen af en aan. Haar gezin, familie, carrière en liefdesleven komen voorbij met alle problemen die daarbij horen.

## Rolverdeling (selectie)
- Soof - Maike Boerdam
- Kasper - Noël van Santen
- Winston Post - Winston Post
- Hansje - Juul Vrijdag
- Sascha - Julia Nauta

Diverse vrouwelijke topsporters maakten hun acteerdebuut in de musical, in de rol van de geheime minnares van Sofie’s man, Kasper. De gastrol werd afwisselend gespeeld door Anouk Hoogendijk, Dominique Janssen, Nicolien Sauerbreij, Annette Gerritsen, Manon Flier en Leontien van Moorsel.